# سهمیه ماهیگیری فردی
سهمیه‌های ماهیگیری فردی (به انگلیسی: Individual fishing quota) که به عنوان «سهمیه‌های انتقال‌پذیر فردی» (ITQs) نیز شناخته می‌شود، نوعی سهم صید است، وسیله‌ای است که بسیاری از دولت‌ها ماهیگیری را تنظیم می‌کنند. تنظیم‌کننده یک گونه خاص صید مجاز کل (به انگلیسی: Total allowable catch (TAC)) را معمولاً بر اساس وزن و برای یک دوره زمانی معین تعیین می‌کند. سپس بخش اختصاصی TAC، به نام سهام سهمیه‌ای به افراد اختصاص می‌یابد. معمولاً می‌توان سهمیه‌ها را خرید، فروخت و اجاره داد، ویژگی‌ای که انتقال‌پذیر نامیده می‌شود. تا سال ۲۰۰۸، ۱۴۸ ماهیگیری اصلی (به‌طور کلی، یک گونه در یک منطقه ماهیگیری واحد) در سراسر جهان، نوعی از این رویکرد را اتخاذ کرده بودند، همراه با تقریباً ۱۰۰ ماهیگیری کوچک‌تر در کشورهای جداگانه. تا سال تقریباً ۱۰ درصد از برداشت دریایی توسط ITQ مدیریت می‌شد. : ۲۱۸ اولین کشورهایی که سهمیه‌های ماهیگیری فردی را اتخاذ کردند، هلند، ایسلند و کانادا در اواخر دهه ۱۹۷۰ بودند و جدیدترین آنها برنامه IFQ رده عمومی Scallop ایالات متحده در سال نخستین کشوری که سهمیه‌های انتقال‌پذیر فردی را به عنوان یک سیاست ملی اتخاذ کرد، نیوزیلند در سال ۱۹۸۶ بود.